# Quartinia niveopicta
Quartinia niveopicta är en stekelart som först beskrevs av Schulthess 1930.  Quartinia niveopicta ingår i släktet Quartinia och familjen Masaridae. Inga underarter finns listade i Catalogue of Life.